# Trifloxysulfuron-Natrium
Trifloxysulfuron-Natrium ist ein Pflanzenschutzwirkstoff und gehört zur Klasse der Sulfonylharnstoff-Herbizide. Es ist ein weißer Feststoff.

## Geschichte
Trifloxysulfuron-Natrium wurde von Syngenta entwickelt und nach dem Jahr 2000 eingeführt.

## Wirkung
Trifloxysulfuron-Natrium ist ein systemisches Herbizid. Über die Wurzeln und Blätter wird es aufgenommen und sowohl zur Wurzel hin, als auch zum Blatt hin weitertransportiert. Der Wirkstoff dient als ALS-Inhibitor. Dabei wird die Biosynthese der Aminosäuren L-Leucin, L-Isoleucin und L-Valin, also einiger essentieller Aminosäuren, inhibiert. Dadurch wird die Zellteilung gehemmt, sodass es zum Wachstumsstillstand kommt. Letztendlich verblassen die Pflanzen und es bilden sich Nekrosen, weshalb die Unkräuter absterben.

## Verwendung
Es wird hauptsächlich gegen Unkräuter, Ungräser und Schilf in Baumwollkulturen eingesetzt. Außerdem findet es in Mischung mit Ametryn in Zuckerrohrkulturen Verwendung.

## Umweltaspekte
Trifloxysulfuron-Natrium ist nicht bienengiftig und nicht fischgiftig. Der Abbau erfolgt durch Hydrolyse der Sulfonylharnstoff-Gruppe bei einer Halbwertszeit von 7 bis 11 Wochen.

## Nachweis
In Pflanzen und Böden kann eine Rückstandsbestimmung mittels HPLC-Methode durchgeführt werden.

## Zulassungsstatus
In den Ländern der Europäischen Union sowie der Schweiz sind bislang keine Pflanzenschutzmittel zugelassen, die diesen Wirkstoff enthalten.